# Michael Spence (Leichtathlet)
Michael Spence (* 20. Mai 1978) ist ein ehemaliger US-amerikanischer Hindernis- und Crossläufer.
2007 gewann er Bronze bei den NACAC-Crosslaufmeisterschaften und kam bei den Crosslauf-Weltmeisterschaften in Mombasa auf den 56. Platz. Im Sommer wurde er über 3000 m Hindernis NACAC-Meister und gewann Silber bei den Panamerikanischen Spielen in Rio de Janeiro.
2010 wurde er NACAC-Vizemeister im Crosslauf.
Seine persönliche Bestzeit über 3000 m Hindernis von 8:31,65 min stellte er am 24. Juni 2007 in Indianapolis auf.